# День Соборності та Свободи України
День Соборності та Свободи України — свято України, засноване 30 грудня 2011 року указом Президента України Віктора Януковича № 1209/2011. Відзначалося 22 січня. Скасоване Указом Президента України Петра Порошенка № 871/2014 з відновленням святкування Дня Соборності України.
Фактично нове свято виникло внаслідок зміни дати відзначання Дня Свободи з 22 листопада (саме ця дата відзначання була встановлена у 2005 році указом третього президента України Віктора Ющенка на честь дня початку Помаранчевої революції) на 22 січня — дату відзначання Дня соборності. Тобто, фактично, указом президента Януковича ці два свята було об'єднано, юридично ж цей указ скасував обидва свята, запровадивши абсолютно нове.

## Реакція
Рішення Януковича спричинило неоднозначну реакцію в парламенті. Зокрема представник провладної Партії Регіонів Вадим Колесніченко заявив, що своїм указом Віктор Янукович «фактично врятував цілісність української держави», оскільки «Ющенко своїм указом про відзначення Дня Свободи, фактично поділив країну на кілька частин». Натомість представники парламентської опозиції назвали новий президентський указ «фактичним обмеженням рівня свободи в Україні». Зокрема, такі заяви оприлюднили партії «Удар» та «Батьківщина».
Прес-секретар Віктора Ющенка Ірина Ванникова озвучила позицію колишнього президента, що власне й запровадив День Свободи: «Свобода живе в душі кожного українця. І скасовуючи формально укази чи забороняючи свято Свободи, влада нічого не досягає. Побачите, скільки людей вийде на вулиці у День Свободи наступного разу — саме через почуття протесту. Зауважте: ця подія збіглася в часі з іншою — з етапуванням до колонії екс-Прем'єр-міністра Юлії Тимошенко».

## Юридична казуїстика
Щоб юридично унормувати своє рішення, Президент України Янукович скасував укази президентів-попередників 
- Указ Президента України від 21 січня 1999 року № 42 «Про День соборності України»;
- Указ Президента України від 19 листопада 2005 року № 1619 «Про День Свободи»;

Окрім того, президентом Януковичем були скасовані робочі, підзаконні розпорядження, щодо проведення святкування подій (що не є юридичною нормою). Таким чином, відміна підзаконних актів заднім числом є прямим порушенням юридичної та державнотворчої практики.
- Указ Президента України від 27 грудня 2006 року № 1132 «Про відзначення у 2007 році Дня Соборності України»[6];
- Указ Президента України від 13 грудня 2007 року № 1219 «Про відзначення у 2008 році Дня Соборності України»[7];
- Указ Президента України від 1 грудня 2009 року № 986 «Про відзначення у 2010 році Дня Соборності України»[8].

Президент України Янукович вказав, що першопричиною введення цього указу стали чисельні звернення громадян України:
|  | з метою впорядкування відзначення в Україні деяких пам'ятних дат і професійних свят та на підтримку пропозицій громадян, громадських організацій |

Янукович В.Ф в попередні роки був активним учасником святкових та урочистих подій присвячених Дню Соборності та Дню Свободи (виголошуючи промови та натхненні напутствування мешканцям України). Натомість, жодних колективних чи індивідуальних звернень не було оприлюднено в жодному ЗМІ впродовж року (від дня коли востаннє проводилися урочисті святкування попередніх свят).

## Сумнівність походження запитів щодо скасування Дня Свободи
Після того, як були оприлюднені звинувачення в юридичній невідповідності та відсутності запитів на таке рішення, через 15 днів після оприлюднення указу адміністрацією Президента України були оприлюднені прохання громадських організацій, як являли собою цитування керівників невідомих широкому колу осіб в Україні громадських організацій.
Керівники цих організацій є активними членами Партії Регіонів й працюють в державних адміністраціях (президента, Києва і інших обласних центрах). Приміром, міжнародна громадська організація «Берегиня світу» (заснована в 2003 році під депутата від Партії Регіонів Людмилу Кириченко), в особі її голови (в минулому депутата Верховної ради України) Лариси Кириченко нібито виступила з заявою щодо непотрібності такого свята, але на офіційному ресурсі даної організації жодних таких заяв впродовж 7 років не було оприлюднено, що дає підстави для сумнівів щодо існування подібних заяв та цілком можливій їх фальсифікації.
На підтвердження цього, серед заявників про скасування Дня Свободи України фігурують наступні організації:
- Благодійний фонд «За нове життя», створений в 2010 році (очолюваний Олександром Зінченком — який очолює первинну організацію партії Регіонів Оболонського району міста Києва і введений в 2011 році, за проханням голови міста регіонала Попова до складу Громадської Ради при Київській Державній Адміністрації)[13]
- Міжнародна правозахисна громадська організація «Континент» створена в 2007 році за особистого сприяння Єжеля Михайла Броніславовича радника прем'єр-міністра В. Ф. Януковича (Очолюваний Боярчуком Олександром Миколайовичем — який активним членом партії Регіонів і за прохання голови міста Києва, регіонала Попова, введений до складу Громадської Ради при Київській Державній Адміністрації, будучи одним з заступників, а також учасник таких же «громадських рад» при Митній службі та ЗСУ[14])
- Дніпропетровське регіональне відділення організації офіцерів спецпідрозділів по боротьбі з організованою злочинністю «Центр» — мало відома структура колишніх робітників УБОЗу (що вийшли на пенсію), і як свідчить їх інформаційний ресурс — жодних рішень та пропозицій за час існування цієї «структури» не оприлюднювалося[15]